# Pantalla (juegos de rol)

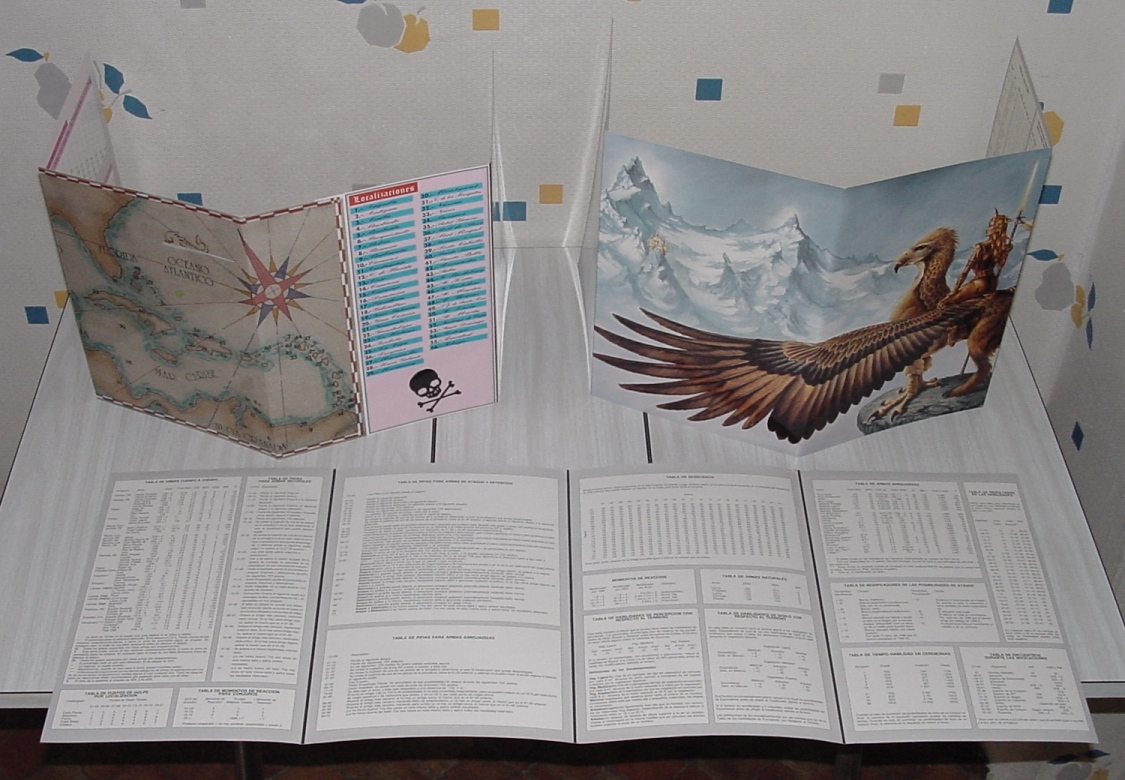
Delante: reverso de la pantalla, completamente desplegada, del juego de rol RuneQuest en su versión en español.
Detrás a la izquierda: anverso de la pantalla del juego de rol español ¡Piratas!
Detrás a la derecha: anverso de la pantalla de RuneQuest en su versión en francés.

En los juegos de rol la pantalla es una cartulina desplegable habitualmente rectangular, en general constituida de cuatro pliegos o páginas, y que el director de juego utiliza para ocultar de la vista de los jugadores los elementos que utilizará a lo largo de las partidas de rol.

## Denominaciones

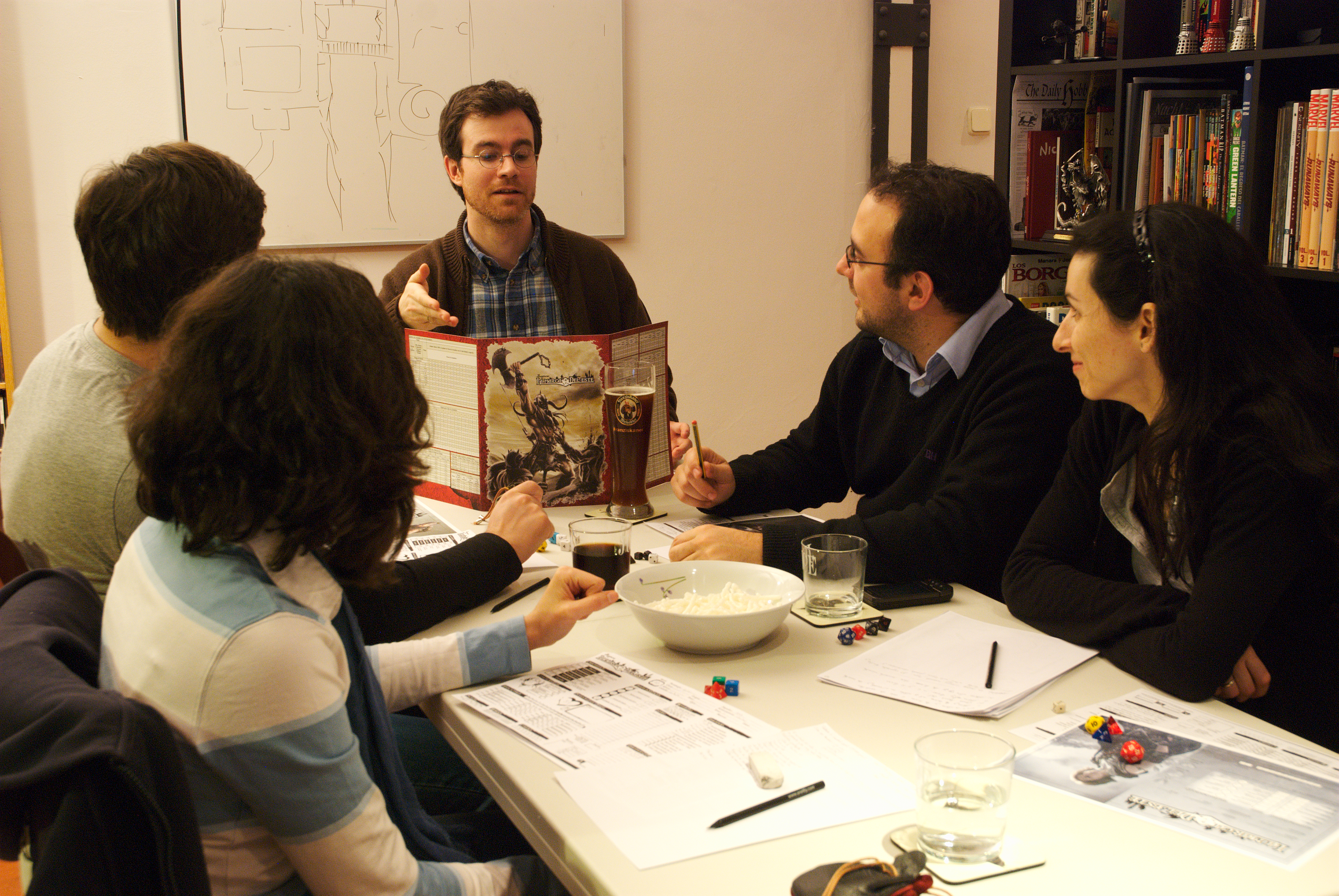
Partida de rol de "Aventuras en La Marca del Este". Muestra de cómo la pantalla suele separar al Director de juego de los jugadores, añadiendo inmersión a la partida.

El uso del término «pantalla» es dominante frente al término «parapeto», también utilizado, aunque con mucha menor frecuencia. Debido a la ambigüedad de la palabra «pantalla» los editores de juegos de rol enfatizan aún más el término denominándola «pantalla del director de juego», «pantalla del narrador», «pantalla del master» etc, dependiendo del término que cada juego de rol utiliza para designar al director de juego. Por ejemplo, en el juego de rol Dungeons & Dragons, a la pantalla se la llama tradicionalmente «pantalla del dungeon master», aunque mayoritariamente los jugadores la llamen sencillamente «pantalla». Curiosamente la pantalla del juego de rol español ¡Piratas! (1994) fue publicada bajo el título Pantallas de PIRATAS!! (con la palabra «pantallas» en plural).

## Descripción general
Toda pantalla de director de juego tiene un anverso y un reverso. El anverso es la superficie destinada a estar a la vista de los jugadores y en general está ornado con una ilustración relacionada con el juego de rol al que la pantalla pertenece. El reverso es la parte que solo el director de juego puede ver y lo más habitual es que en él estén impresas las tablas necesarias al funcionamiento del sistema de juego del juego de rol al que pertenece la pantalla.
La pantalla solo se usa en su forma desplegada, cuando se la mantiene plegada es para que ocupe menos espacio al ser guardada o almacenada.
- En su forma plegada la pantalla solo ocupa el espacio de uno de sus pliegos, espacio correspondiente más o menos al formato de la cubierta del libro de reglas del juego para la que ha sido fabricada, pues lo más frecuente es que cada editorial fabrique y publique las pantallas de sus respectivos juegos de rol. De este modo concebida la pantalla entra dentro del formato que una determinada editorial ha elegido para la gama del juego de rol al que la pantalla pertenece.

- En el momento de utilizarla durante una partida de rol el director de juego despliega la pantalla parcialmente, de forma que ésta describa un arco y pueda así reposar sobre su borde inferior. La parte cóncava del arco corresponde al reverso de la pantalla. Dentro del espacio contenido por esta parte cóncava el director de juego puede ocultar el material previsto para la partida que está dirigiendo. La parte convexa corresponde al anverso de la pantalla, la parte que ven los jugadores.

Por la sencillez de su concepción las pantallas de director de juego son habitualmente vendidas incluyendo, y es casi norma general, algún libreto grapado, cuadernillo o grupo de hojas de personaje suplementarios. Tampoco es raro que a estos elementos suplementarios se incluya alguna aventura o escenario listos para ser jugados.

## Función

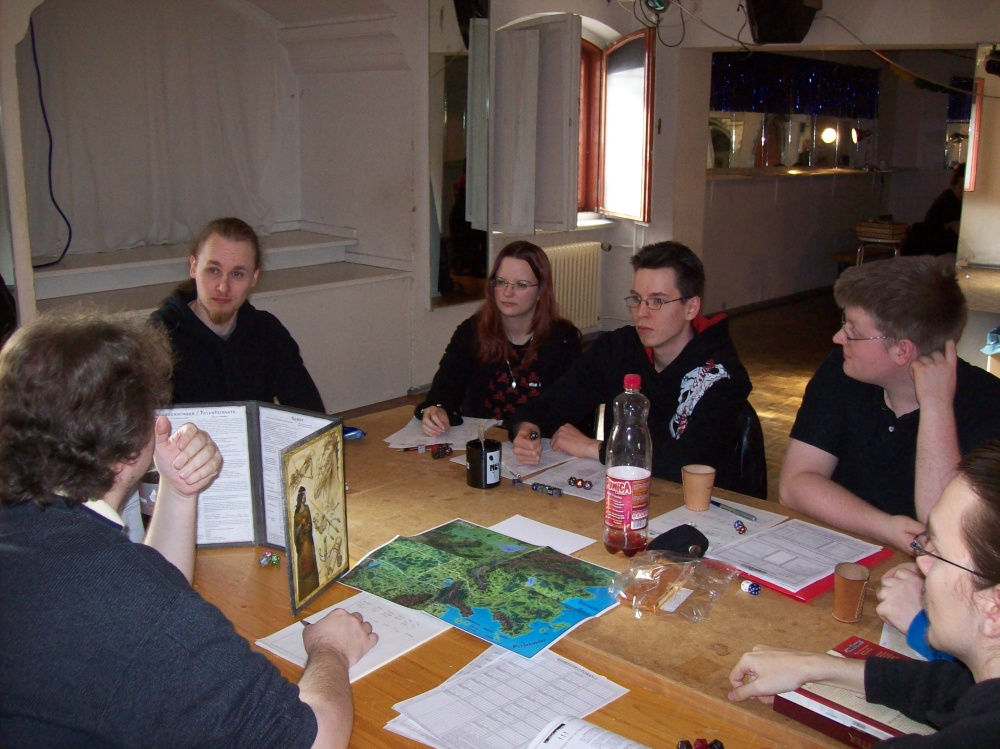
Ejemplo de uso de una pantalla en una partida de rol: el director de juego se encuentra detrás de la pantalla, y los jugadores, alrededor de la mesa, lo escuchan atentamente. Esta partida fue jugada en la convención Burg-Con 2009 de Berlín.

La pantalla del director de juego tiene tres funciones principales:
- Ser usada por el director de juego como obstáculo visual para los jugadores que interpretan a los personajes que participan en las partidas de rol que él dirige. Detrás de su pantalla el director de juego puede ocultar los elementos que constituyen el escenario previsto para la partida. Efectivamente sin ningún obstáculo visual que los oculte estos elementos serían desvelados a los jugadores y el suspenso de la partida desaparecería por completo. El hecho que los jugadores no sepan lo que depara a sus personajes es un elemento esencial en el buen desarrollo de una partida de rol.

- Mostrar, en su reverso (visible por el director pero no por los jugadores), tablas, listas y ayudas de juego muy útiles para el director de juego en el momento de dirigir sus partidas de rol. Efectivamente esos elementos constituyentes de las reglas de un juego de rol son a menudo difíciles de recordar y el hecho de estar constantemente consultándolos en el manual de reglas ralentiza la agilidad y dinamismo esperados por los jugadores. La pantalla proporciona pues al director de juego, simultáneamente y en una única superficie, al menos los principales elementos necesarios para la aplicación de las reglas de juego.

- Ocultar las tiradas de dados de la vista de los jugadores cada vez que el sistema de juego requiera que estas tiradas sean ocultas.

## Ejemplos concretos
Las siguientes publicaciones son ejemplos de suplementos que incluyen en ellos la pantalla del director de juego.
- Para Star Wars: Equipo de campaña.[3]
- Para Far West: El oro de la Unión.[4] Una vez agotado El oro de la Unión se procedió a incluir una nueva pantalla con una nueva ilustración en el suplemento Hogan's last stop.[5]
- Para la segunda edición de Comandos de guerra: Colditz: prisioneros en la Segunda Guerra Mundial.[6]
- Para Mutantes en la sombra: Guía Heracles de supervivencia en ambientes hostiles.[7]
- Para RuneQuest: El Señor de las Runas.[8]
- Para Stormbringer: Pantalla del director de juego.[9]
- Para La llamada de Cthulhu: El guardián de los arcanos.[10]